# Spleetwevers
Spleetwevers (Filistatidae) zijn een familie van spinnen. De familie telt 17 beschreven geslachten en 112 soorten.

## Geslachten
- Afrofilistata Benoit, 1968
- Andoharano Lehtinen, 1967
- Filistata Latreille, 1810
- Filistatinella Gertsch & Ivie, 1936
- Filistatoides F. O. P.-Cambridge, 1899
- Kukulcania Lehtinen, 1967
- Lihuelistata Ramírez & Grismado, 1997
- Microfilistata Zonstein, 1990
- Misionella Ramírez & Grismado, 1997
- Pholcoides Roewer, 1960
- Pikelinia Mello-Leitão, 1946
- Pritha Lehtinen, 1967
- Sahastata Benoit, 1968
- Tricalamus Wang, 1987
- Wandella Gray, 1994
- Yardiella Gray, 1994
- Zaitunia Lehtinen, 1967

## Taxonomie
Voor een overzicht van de geslachten en soorten behorende tot de familie zie de lijst van Filistatidae.